# Ospedale Maggiore di Crema
L'Ospedale Maggiore è il principale presidio sanitario dell'ASST di Crema.

## Storia

### Fino al XVIII secolo

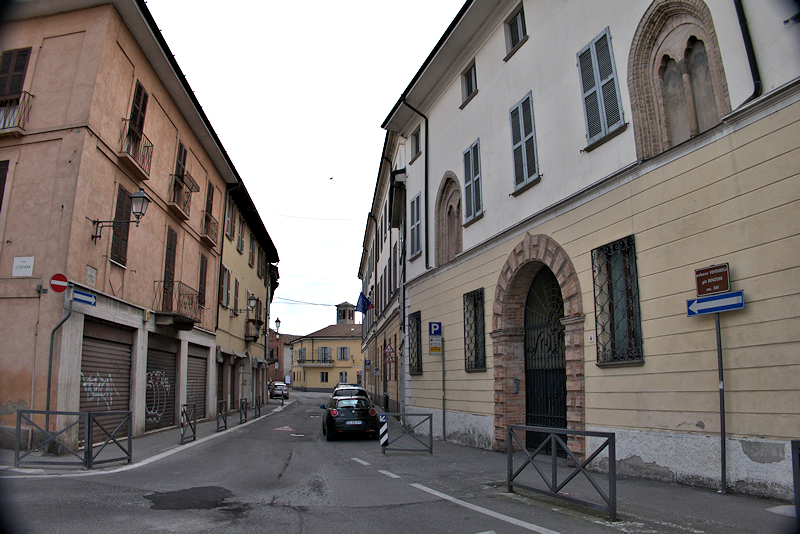
Via Borgo San Pietro. A destra, oltre Palazzo Venturelli segue l'edificio della scuola primaria. È questa la prima collocazione dell'ospedale

Il 12 giugno 1351 nella bottega di tessuti di Giacomo Osio, sita nei pressi dell'odierna piazza Duomo, si riunivano quattordici cittadini "ricchi mercanti", e precisamente, secondo la grafia dell'epoca: Ziliolus Bellavista, Carnevalus Ceriolus, Lantelmus Draco, Marchinus Mandula, Jacobus Morantonus, Jacobus De Oxio, Pavarolus Pavanus, Ruggerinus De Pergamo, Guglielmus De Roberga, Lantel.s De Rovate, Albertinus Codelotus Turtae, Rajnaldus De Vairano e Petrus De Vicomercate.

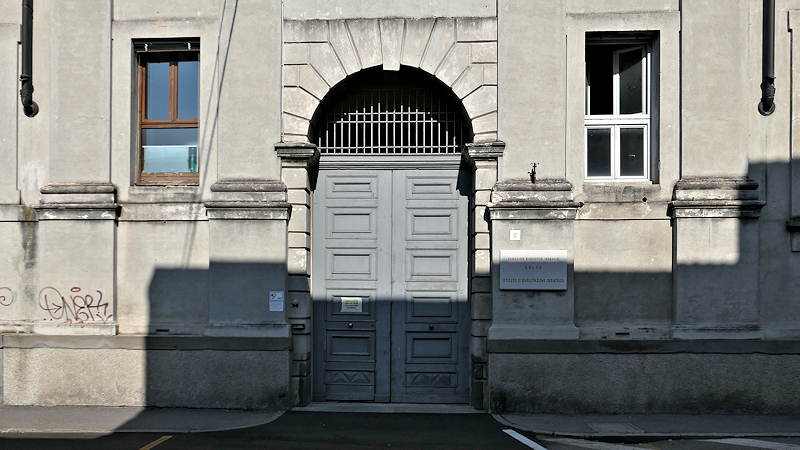
L'ingresso dell'edificio cinquecentesco

Alla riunione erano presenti i notai Giovanni Da Vairano e Gioacchino Civerchi, con i testimoni Giacomo Castelli, Pusino Vimercati e Gabriele Terni.

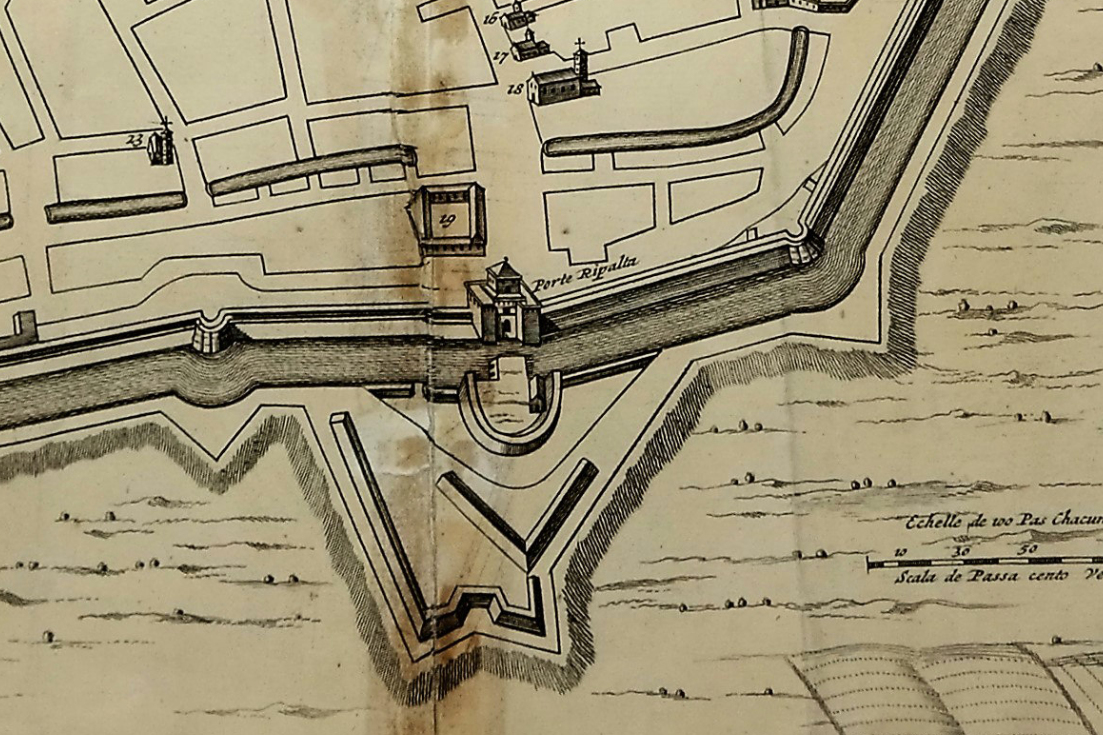
L'area di Porta Ripalta. Contrassegnato con il n. 10 l'Ospedale degli Infermi. Estratto dalla "Pianta della città di Crema" di Pierre Mortier, acquaforte, 1704 ca.

Nell'atto risultante i convenuti dichiaravano di aver acquistato i sedimi di case in Borgo Pianengo (ossia il Borgo San Pietro) di proprietà di Pusino De Brexhana e del figlio Bartolino.
L'obbiettivo era l'istituzione di un ospizio per infermi poveri denominato Domus Dei. Per quanto il nome richiami la religiosità dei convenuti, l'istituzione era del tutto laica e privata e si trattava di una novità per Crema: infatti, nelle norme statutarie ne era vietata l'ingerenza delle autorità religiose, così come il trapasso agli eredi dei fondatori. Le persone destinatarie del beneficio venivano divise in tre categorie: infermi, incurabili e i pazzi.
Per quanto riguarda la collocazione di quel primitivo ospedale, questo è da identificarsi nel luogo ove allo stato attuale sorge l'edificio che ospita la scuola primaria statale di Borgo San Pietro.
L'edificio storico, una costruzione massiccia, di forma rettangolare con cortile centrale, si affaccia lungo la strada intitolata dal 1970 a John Fitzgerald Kennedy; è in stile rinascimentale con una facciata ripartita in paraste e cornicione con alte mensole, motivo che si ripete per un tratto del lato di via Teresine. L'ingresso presenta una volta su lunette.
In anno imprecisato, verso la fine del XIV secolo, Savia Milanesi (Savia de Melanisis) donava all'ospedale un'abitazione sita presso Porta Ripalta, ritenuta più ampia e quindi maggiormente ricettiva, da cui il trasferimento in tale luogo. Edificio che venne ampliato a partire dal 1467 (anche grazie al contributo 100 fiorini imperiali erogati dagli amministratori comunali) finendo per assumere nel Cinquecento le forme ancora visibili sia lungo la facciata di via Kennedy sia sul fianco di via Teresine.
Forse per motivi economici si rinunciò in parte alla primitiva laicità nel corso del XVI secolo: a pesare, forse, fu anche la contrapposizione con l'Ospedale di Santa Maria Stella nel quale, a partire da una "parte presa" del 1453, vi confluirono tutti i piccoli ospedali di Crema. Lo dimostrano gli atti di due visite pastorali, delle quali la prima (per opera del vescovo Castelli) fu particolarmente critica nei confronti della gestione: il prelato vi ravvisava, in particolare, spazi inadeguati, carenze igieniche e usi impropri. Carenze non ritenute così gravi e negative da parte del vescovo Regazzoni avvenuta solo quattro anni dopo.
Durante tutto il periodo della dominazione veneta l'ospedale era retto da quattordici nobili cittadini, dei quali dodici con il nome di deputati e due di sindaci.
Il patrimonio dell'ospedale crebbe nel corso del XVIII secolo grazie ai lasciti di facoltose famiglie quali i Clavelli, i Guidoni, i Martinengo Sant'Angelo, i Benzoni e altri; sempre più spesso i benefettari nominavano l'ente quale erede universale in cambio, al più, della celebrazione di una messa perpetua. Anche grazie a questi lasciti l'amministrazione dell'ospedale ottenne l'autorizzazione a prolungare l'edificio lungo il Canton della Roversa (l'attuale Via Teresine) nel 1652.
Sul finire del secolo l'Ospedale ebbe un contenzioso con la parrocchia di San Giacomo in merito all'inumazione dei deceduti (in media un centinaio l'anno) sotto la chiesa; aprire così frequentemente le botole provocava la diffusione di miasmi tali da impedire le celebrazioni religiose. Gli amministratori ottennero così di scavare camere sepolcrali sotto l'edificio ospedaliero, alcune delle quali ritrovate nel 1901 in occasione di lavori di ampliamento e piene di cadaveri pigiati.
Nel 1717 venne affiancato l'Ospedale degli Incurabili (21 i ricoverati alla metà dell'Ottocento, 14 uomini e 7 donne), in quegli anni seguiti dai frati dell'ordine dei cappuccini.

### XIX secolo
Durante la Repubblica Cisalpina un nuovo "direttorio" ebbe il compito di rendere di nuovo laica l'istituzione e tutti gli enti seguiti. Inoltre, tutte le istituzioni assistenziali e di beneficenza, fino ad allora autonome, furono aggregate in una Congregazione di Carità che includeva oltre l'Ospedale degli Infermi anche l’Ospedale degli Esposti e mendicanti, il Conservatorio delle Zitelle, la Casa delle Ritirate, la Commissaria Lupi, le Commissarie Penaro ed unite, l’Istituto per i carcerati, il Monte di pietà e (dal 1809) la Casa dei poveri.
I lasciti del conte Giovanni Andrea Martini del 1799 permettevano di proseguire il mantenimento della sezione dei "pazzi", cui seguiva, nel 1818, uno speciale fondo del Regno Lombardo-Veneto che, dopo l'Unità d'Italia, fu posto in carico alle province.
Ulteriore beneficio l'ospedale lo ebbe in quei primi anni del secolo dalla soppressione del convento di Sant'Agostino e la cessione nel 1798 di tutte le proprietà eccetto la chiesa e il convento. Molte delle pale d'altare acquisite sono visitabili nella pinacoteca del Museo civico di Crema e del Cremasco, mentre nella chiesa del moderno ospedale vi è stata trasferita la tela San Tommaso da Villanova, un olio su tela (350 cm x 172 cm) di Felice Boscarati (1721-1807).
L'amministrazione unificata degli enti assistenziali fu parzialmente modificata nel 1822 con la costituzione di due nuove entità: i "Luoghi pii elemosinieri" (cui facevano capo il Monte di Pietà, il Conservatorio delle Zitelle, la Casa dei Poveri, le varie Commissarie ed altre fondazioni ed opere pie nel frattempo istituite) e l'Ospedale degli Infermi con l’istituto Esposti e mendicanti.

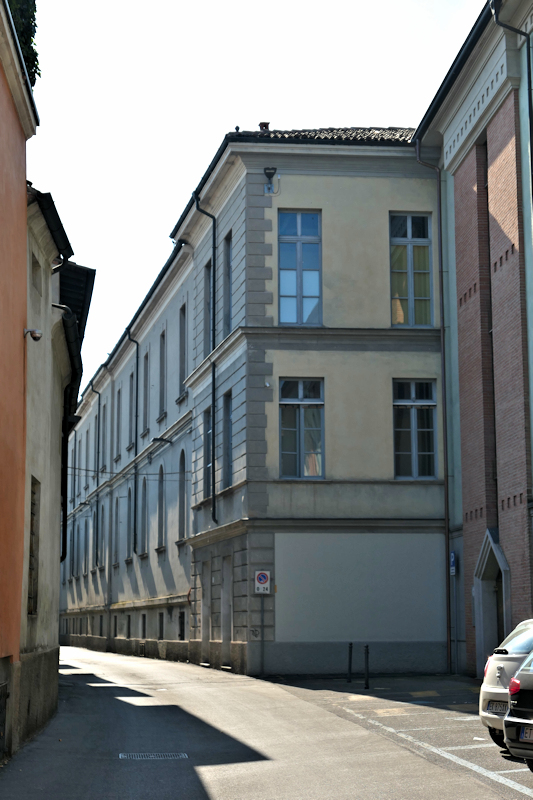
Il prolungamento ottocentesco lungo via Teresine

Sul piano urbanistico, con il fine di favorire l'accesso dall'esterno nel centro storico, la municipalità di Crema realizzò nel 1833, su progetto dell'ingegner Luigi Massari, una strada carreggiabile ai piedi del terrapieno meridionale delle mura venete a lungo nota anche con il nome di via dell'Ospitale, soppressa nel 1948.
Due membri della casa reale austriaca visitarono la struttura: la prima volta fu l'arciduca Francesco Carlo d'Asburgo-Lorena il 3 giugno 1825, accompagnato dalla moglie, l'arciduchessa Sofia, in visita alla città durante il loro viaggio nel regno Lombardo-Veneto. La seconda volta fu il 18 settembre 1838 quando si fermò per qualche ora in visita alla città l'imperatore Ferdinando I d'Austria e la consorte Maria Anna di Savoia e tra i luoghi visitati vi fu anche l'ospedale.
Nel 1845 all'Ospitale Maggiore fu prolungato il lato di via Teresine su progetto dell'architetto Giovanni Massari.
Attorno alla metà del secolo l'ospedale era curato da un amministratore in forma gratuita, con un medico alla direzione generale. A quell'epoca possedeva 116 posti letto per i poveri della città affetti da malattie acute; in casi eccezionali se ne poteva aumentare il numero a fronte di una tassa cui si sopperiva attraverso la carità privata oppure, talvolta, pagata dai comuni. Vi erano anche sale isolate per la cura di malati contagiosi, per lo più vaiolo, morbillo e rosolia ma, in casi straordinari, venivano allestiti appositi reparti come in occasione dell'epidemia di febbre petecchiale del 1817 e di colera del 1836.
Su interessamento del vescovo di Crema, monsignor Giuseppe Sanguettola, al 1852 risale l'arrivo delle prime suore dell'ordine delle Ancelle della Carità fondato dodici anni prima a Brescia da suor Maria Crocifissa Di Rosa Le suore prestarono la propria opera sia presso l'ospedale sia presso il manicomio di Santa Maria della Croce – di cui si parlerà più avanti – fino a gran parte del XX secolo, anche presso il futuro nuovo ospedale.
Vi erano impiegati due medici e un chirurgo primari, due chirurghi secondari due farmacisti, alcuni medici-chirurghi praticanti in forma gratuita; a servizio del presidio anche tre sacerdoti, oltre a impiegati e infermieri.
Le malattie curate erano prevalentemente le polmoniti in inverno, le febbri reumatiche in primavera e autunno, le febbri perniciose in estate.
Dal 1850 l'Ospedale andò incontro ad una crisi finanziaria conclusasi nel 1865, durante la quale furono intrapresi tagli alle spese generali quali l'alimentazione per i degenti, la legna da fuoco, le telerie nonché il taglio da tre a due del numero di assistenti spirituali. 	
A seguito della riforma delle opere pie del 1863 (oppure ai sensi della legge 3 agosto 1862 secondo Sergio Lini) veniva istituito il Consiglio degli Istituti ospitalieri per l'amministrazione dell'opera pia "Spedale maggiore ed uniti" e dello "Spedale degli Esposti e dei mendicanti", mentre gli altri enti di assistenza e beneficenza furono divisi in varie amministrazioni (Consiglio del Monte di pietà, Congregazione di carità e Consiglio degli Istituti educativi).
A proposito del citato Ospizio dei pazzi: ospitava circa una ventina di persone, generalmente individui con demenza cronica che raramente sfociava in atti violenti tali da essere trasportati al Manicomio della Senavra di Milano, quasi sempre affetti da pellagra. Con riferimento all'anno 1884 vi lavoravano un medico primario, un assistente un religioso, un capo-infermiere, 12 infermieri e un barbiere.
Tra le attività erogate nel 1869 figurava anche il dispensario farmaceutico che poteva fornire medicinali ai quei residenti in città – gratuitamente sino alla somma di L. 549,12 - che per mancanza di posti in ospedale o per impossibilità a essere trasportati necessitavano di cure presso la propria abitazione. Inoltre, erano distribuiti cinti per ernie, si organizzava un servizio di bagni pubblici (sia gratuiti sia a pagamento), venivano elargiti sussidi dotali erogati in virtù di diversi legati e sussidi in denaro ai poveri.
Verso il periodo dell'Unità d'Italia il numero di posti era aumentato a 140 con una sala operatoria, mentre negli anni immediatamente successivi vennero approntati ulteriori ampliamenti, quali l'allestimento di una seconda sala operatoria (1883), nuovi spazi e il miglioramento delle condizioni di vitto e assistenza. Nel 1866 un significativo ampliamento fu attuato lungo via Teresine e concluso nel 1871.
Risale al 1875 la modifica del trattamento dei "pazzi" abolendo le punizioni corporali, i bagni freddi a sorpresa, la macchina rotatoria, l'isolamento in stanze buie. Venne introdotta la terapia del lavoro che, oltre a dare benefici ai pazienti, contribuiva all'economia dell'ente.
Dopo un'inchiesta governativa (sostenuta dal senatore Cesare Correnti) nel 1883 l'amministrazione complessiva delle opere pie cremasche subì un'altra riorganizzazione, senza particolari cambiamenti, tuttavia, per il Consiglio degli Istituti ospedalieri che continuava a gestire l’Ospedale Maggiore, l’Istituto Esposti e partorienti, l’Ospedale dei Pazzi.

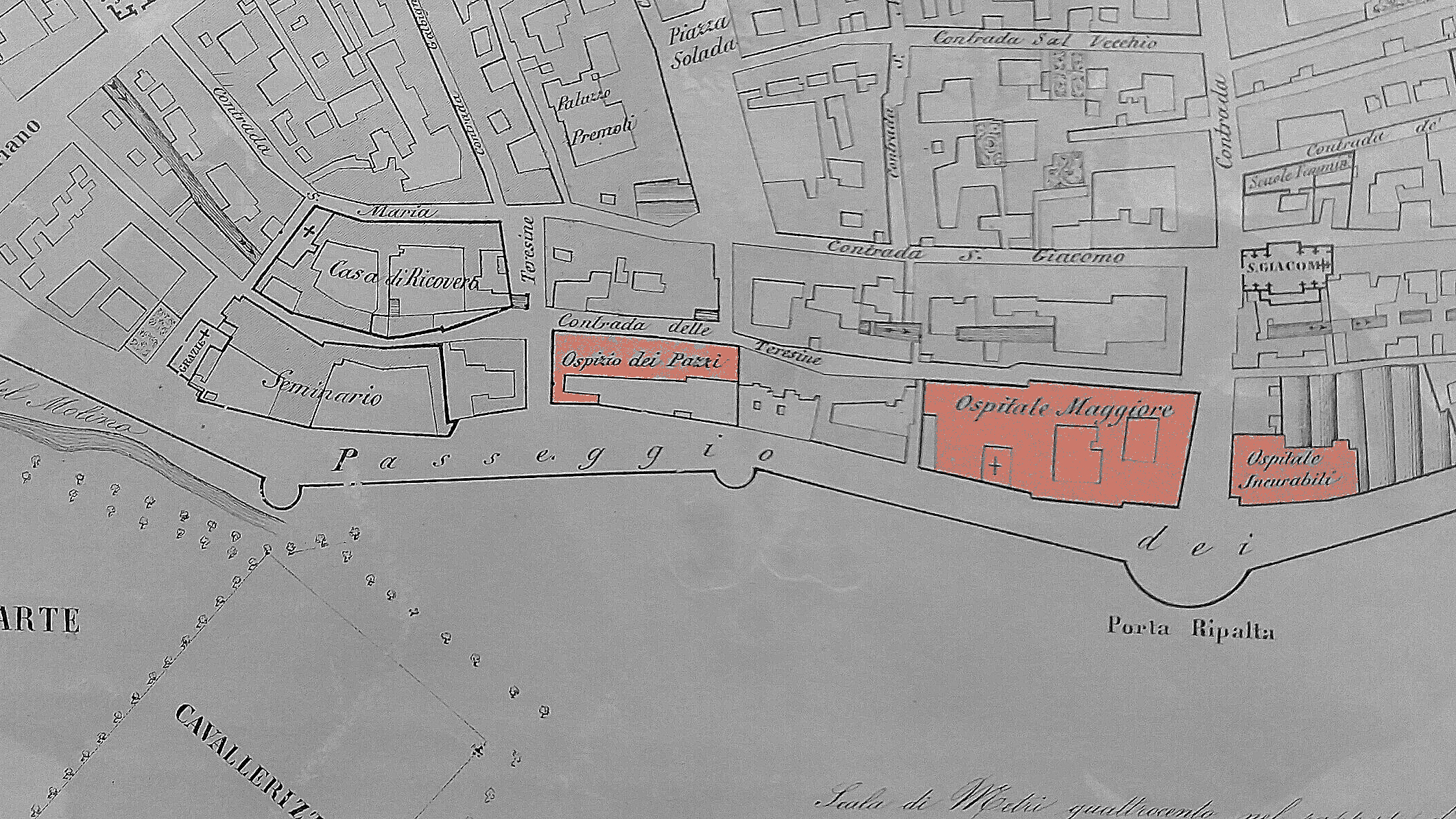
La dislocazione dell'Ospizio dei Pazzi, dell'Ospitale Maggiore e dell'Ospitale incurabili, da una cartografia di Carlo Donati, 1857 ca.

### XX secolo

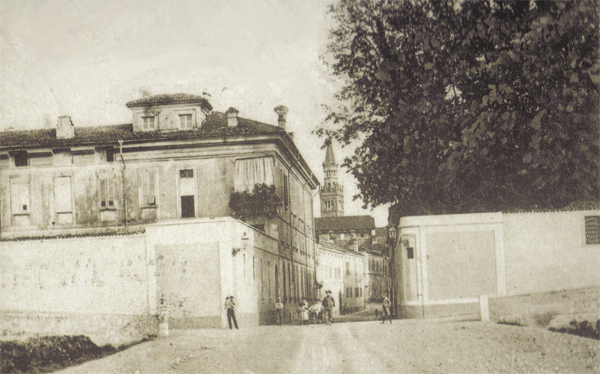
Via Piacenza (oggi via Kennedy) e il vecchio ospedale in una cartolina degli inizi del XX secolo.
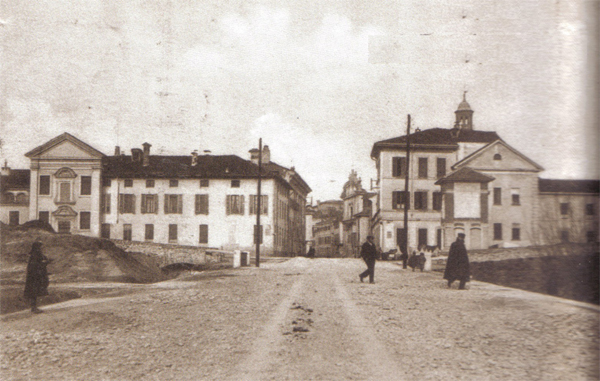
Via Piacenza (oggi Via Kennedy) in una cartolina dei primi anni del XX secolo. A sinistra gli edifici dell'ospedale, a destra l'Istituto della Misericordia.
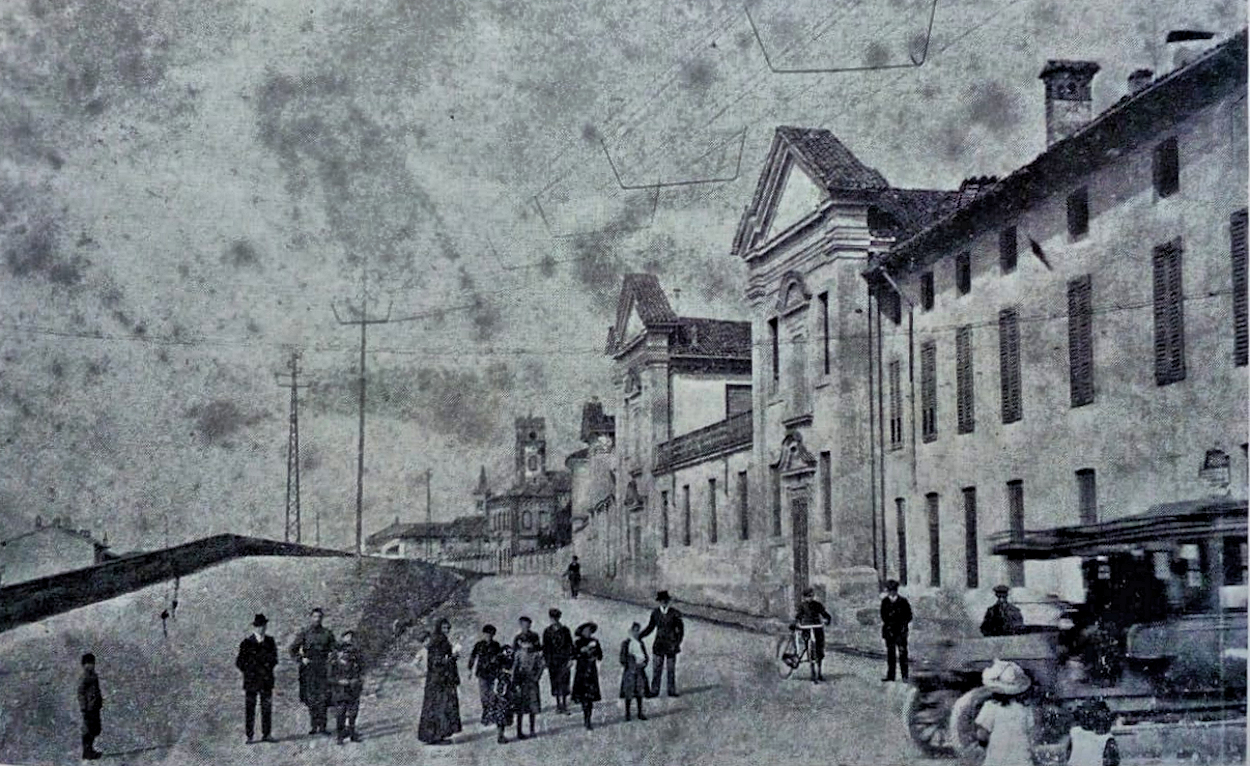
Via dell'Ospitale; a destra gli edifici ottocenteschi. L'accesso pubblico fu soppresso nel 1948.
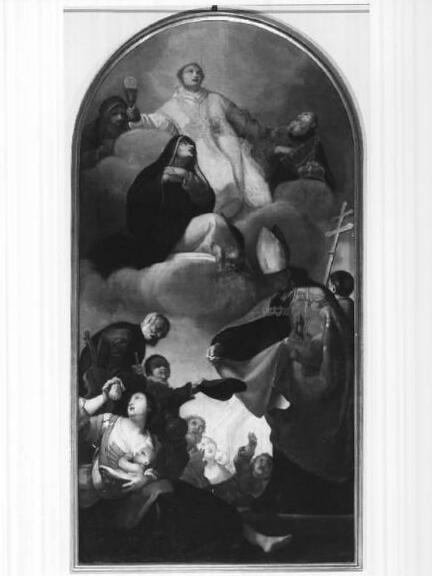
Felice Boscarati, San Tommaso di Villanova, olio su tela (ca 1760-1774) ora ospitato nella cappella del nuovo ospedale.

Nel corso dei primissimi anni del secolo il "Maggiore" di Crema fu tra i primi in Lombardia a sostituire i vecchi tavoli operatori in legno con quelli metallici e ad usare il fenolo per rendere l'ambiente antisettico. Altre novità introdotte a partire dal 1901 furono lo spostamente delle sale operatorio sul luogo dell'antica cappella demolita, l'organizzazione di un locale per le autopsie affiancato dal deposito dei cadaveri, l'appartamento per i religiosi, una piccola cappella e una sala per gli uffici funebri.

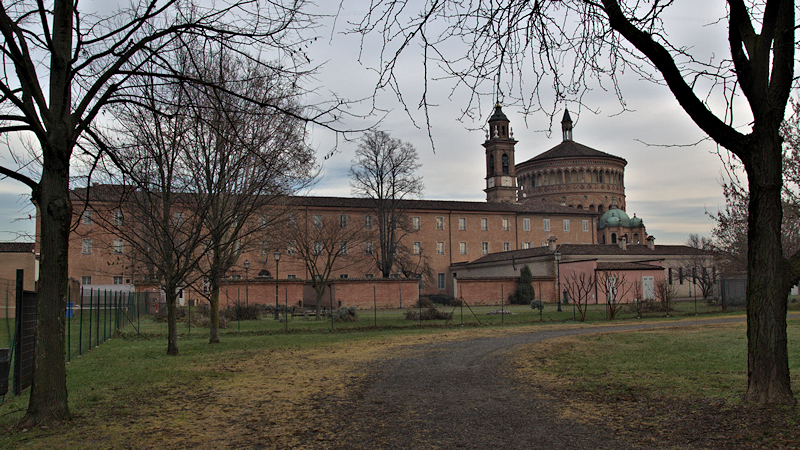
La basilica di Santa Maria della Croce. Nella foto, a sinistra, il complesso dell'ex convento dell'ordine dei carmelitani scalzi che ospitò dal 1929 al 1977 il manicomio

Sempre in quei primi anni del secolo l'evoluzione delle conoscenze psichiatriche rendevano via via sempre più inadeguato il reparto per i "pazzi"; di fronte alla prospettiva di chiusura dopo le osservazioni di un'ispezione del 1910 negli anni successivi si studiarono tre soluzioni: la costruzione di un nuovo presidio, il trasferimento a Cremona o l'utilizzo di una parte dell'ex convento di Santa Maria della Croce; con delibera del 28 febbraio 1923 l'ultima ipotesi fu resa effettiva. In questa nuova sede venivano ospitate 90 donne e 90 uomini, per lo più affetti da schizofrenia, epilessia, alcolismo, handicap, reduci di guerra affetti da disturbo da stress post-traumatico, talora maniaci sessuali o ragazzi sbandati privi di qualunque supporto familiare; il manicomio di Santa Maria venne chiuso nel 1977, pochi mesi prima della promulgazione della Legge Basaglia (maggio 1978) e gli ospiti vennero distribuiti in varie residenze sanitarie oppure, i casi più gravi, presso l'ospedale psichiatrico di Cremona.
Nell'anno 1931 per regio decreto alla Congregazione di Carità fu concentrata l'amministrazione di tutti gli enti assistenziali e di tutte le opere pie cittadine, situazione che perdurò per pochi anni fino alla nascita, ai sensi della legge 847 del 1937, di un Ente comunale di assistenza (ECA); l'anno successivo un nuovo Regio decreto (20 gennaio 1938) stabiliva che tutte le opere pie fossero scorporate dall’ECA e affidate ad un'unica amministrazione denominata Istituti ospedalieri e di ricovero.

Negli anni successivi al secondo conflitto mondiale il presidio ospedaliero cremasco si rivelò via via sempre più inadeguato, soprattutto sul piano organizzativo e strutturale, visto che contava solo le divisioni di medicina e chirurgia, talora anche con criticità di tipo igienico. 

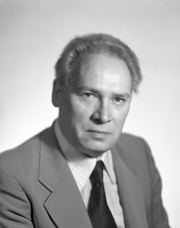
Vincenzo Vernaschi, commissario straordinario tra il 1958 e il 1959.

Inoltre, pesava sulla gestione le paralisi politiche tra i vari enti che dovevano eleggere il consiglio direttivo, tanto che nel 1958 il prefetto incaricò un commissario straordinario, il futuro senatore Vincenzo Vernaschi, a ripristinare una normalità gestionale.
Sul piano infrastrutturale l'amministrazione comunale aveva già provveduto a un progetto destinato ad ampliare l'ospedale a sud, manomettendo le mura venete e occupando parte dell'antico fossato mentre nel 1951 si provvedeva ad aprire il nuovo reparto tubercolare. Un finanziamento governativo del 1955 permetteva di trasferire il reparto discinetici presso l'edificio della Misericordia permettendo di recuperare posti letto.
Gli studi e i dibattiti sul futuro dell'ospedale proseguirono per tutti gli anni cinquanta del XX secolo, spesso sollecitati dalla stampa e non privi di polemiche.
Nel 1958 l'avvocato Ugo Dossena accettò la proposta del sindaco Giacomo Cabrini di porsi alla testa del nuovo Consiglio d'amministrazione dell'ospedale; Dossena volle ad affiancarlo alcuni collaboratori giovani: il dott. Eugenio Benelli, Giuseppe Firmi, il professor Eugenio Soldati, il ragionier Secondo Cremonesi e il geometra Marziano Marziani. Il nuovo gruppo dirigenziale, molto compatto, in via informale era contrario all'idea dell'ampliamento - prediligendo un edificio tutto nuovo - successivamente supportato dal diniego della Soprintendenza delle Belle Arti alla demolizione delle myra venete, giunto alla fine dell'anno 1959.
Dopo la visita ad alcuni ospedali di recente costruzione ci si orientò a una soluzione simile a quella perseguita per il nuovo ospedale di Brescia: un monoblocco da costruirsi in un'area periferica e in prossimità di un facile accesso viabilistico. L'area di 100 pertiche veniva individuata in via Maccallé, presso l'incrocio con la circonvallazione sud che di lì a poco sarebbe diventata parte integrante della strada statale Paullese, su terreni di proprietà dell'ing. Michelangelo Gelera, amico personale di Dossena, che li cedette a prezzi inferiori a quelli di mercato.
Infine, allo studio degli ingegneri Arturo Braga e Alberto Ronzani di Milano fu commissionato il progetto presentato alla cittadinanza nel 1961; si trattava di una struttura in grado di servire tra i 420 e i 450 posti letto.
Sempre nel 1961 con l'introduzione del nuovo statuto l'ente ospedaliero mutava il nome:
Il costo iniziale della nuova struttura fu preventivato in 1 miliardo e 50 milioni di lire, poi lievitati a 2 miliardi e 400 milioni; una parte delle risorse fu recuperata vendendo per un miliardo e 330 milioni fondi e proprietà immobiliari, tra le quali alcune cascine assegnate all'ente dalla Repubblica Cisalpina nei comuni di Montodine e Credera Rubbiano. Altro denaro fu raccolto attraverso donazioni e sottoscrizioni, tra le quali va segnalata quanto meno la proposta alle aziende da parte del prof. Giulio Canger e del conte Francesco Terni de' Gregory di donare un giorno di paga (53 milioni raccolti).
La posa della prima pietra avvenne il 21 aprile 1963 alla presenza delle autorità, tra le quali il sindaco Archimede Cattaneo, il vescovo di Crema monsignor Placido Maria Cambiaghi e il vicepresidente del Senato, Ennio Zelioli-Lanzini. Questo il testo della pergamena murata:
Nel 1967, in vista del completamento del monoblocco, fu emesso un bando per abbellire la nuova costruzione. La commissione giudicatrice era composta del presidente del Consiglio d'amministrazione Ugo Dossena, quindi l'ingegner Massimiliano Cottafava (ispettore generale provveditorato alle Opere pie), il dottor Giovanni Paccagnini (sovrintendente alle gallerie), l'ingegner Michele Tartaro (genio civile), il dottor Raffaele de Grada (critico d'arte), il dottor Arturo Braga (progettista dell'ospedale),  il professor Enotrio Mastrolonardo; il professore Efrem Civardi ed il ragionier Secondo Cremonesi, in qualità di segretario. La riunione avvenne il 10 luglio dell'anno successivo e si decise di giudicare primi ex aequo i bozzetti degli scultori Ercole Priori e Gian Paolo Zaltron, cui furono commissionate le dieci formelle finali (cinque per ognuno) costituenti una serie dedicata alla "storia della medicina" e all'"evoluzione della medicina".
Per il "Maggiore" il 1968 fu un anno pieno di avvenimenti: in primo luogo veniva promulgata la legge n. 132 (nota anche come Legge Mariotti) che istituiva gli Enti ospedalieri riconoscendo agli ospedali una soggettività di diritto pubblico. In conseguenza di questa legge il decreto del medico provinciale di Cremona (23 aprile), sentito il consiglio provinciale di sanità, classificava l'ospedale maggiore di Crema come ospedale generale provinciale. Pochi mesi dopo il Decreto del presidente della Repubblica n. 1460 del 31 ottobre (pubblicato sulla Gazzetta ufficiale il 10 marzo 1969) dichiarava il presidio cremasco «Ente ospedaliero» retto da un consiglio di amministrazione di cinque membri eletti dal consiglio provinciale di Cremona, due membri eletti dal consiglio comunale di Crema e due membri in rappresentanza degli originari interessi dell'ente, designati e nominati ai sensi dello statuto del 1961. Conseguenza di questa modifica normativa fu la divisione dell'ospedale che divenne ente autonomo separato dagli Istituti ospedalieri e di ricovero.
Il 14 gennaio 1972 all'avvocato Ugo Dossena, nella sua funzione di presidente degli "Istituti Ospitalieri di Crema" fu assegnata la medaglia di bronzo al merito della sanità pubblica.

Francesco Agello (1902-1942), cognato del benefattore dottor Bruno Manenti

Ma, soprattutto, dopo cinque anni di lavori fu conclusa la nuova infrastruttura. L'inaugurazione avvenne il 28 ottobre e tra le autorità presenti, oltre al vescovo di Crema monsignor Carlo Manziana, anche l'onorevole Narciso Franco Patrini e ancora il sindaco Cattaneo e il senatore cremonese Ennio Zelioli-Lanzini, per pochi mesi ministro della sanità sotto il breve governo Leone II, verso il quale l'avvocato Dossena durante la cerimonia inaugurale non lesinò una vena critica per gli scarsi fondi statali destinati alla causa. Nei giorni immediatamente seguenti alla cerimonia fu avviato il trasloco nella nuova struttura cui seguì l'anno successivo un incremento del personale.
Gli anni settanta videro il consolidamento organizzativo e la nascita di nuovi reparti; da segnalare in quel periodo le donazioni del benefattore dottor Bruno Manenti, che permisero di allestire un moderno centro di rianimazione e terapie intensive; Manenti ellargì 120 milioni di lire a condizione che il reparto fosse dedicato al cognato, l'eroe dell'aria Francesco Agello. Sempre grazie alla munificenza di 60 milioni del Manenti fu allestita anche l'Aula magna (1973), anche in questo caso alla condizione che fosse dedicata a un altro parente, il cognato Michele Polenghi.
Nel 1970 si provvedeva a sopprimere la sezione di tisiologia che confluiva nella divisione di pneumotisiologia rimanendo nella sede storica dell'ospedale fino al 1979, quando venne trasferita definitivamente nel nuovo ospedale come divisione di pneumologia. Nel frattempo fin dall'anno 1972 iniziavano lavori di ristrutturazione per potervi trasferire l'Opera Pia Cronici che all'epoca aveva sede in uno spazio inadeguato in via Placido Zurla. Questa istituzione si fuse nel 2004 con la Casa di Riposo Marini Carioni-Vimercati Pasquini e con il Centro per Minori Frecavalli dando vita alla Fondazione Benefattori Cremaschi Onlus, ultima di una lunga e complessa serie di fusioni di enti assistenziali ed opere pie fondate fin dall'anno 1536.
Nel frattempo, dopo l'istituzione dei governi regionali (1970) si profilavano diverse novità: nel 1971 era subentrato un collegio commissariale destinato a traghettare il nuovo "Ente Ospedaliero Ospedale Maggiore" verso la sanità pubblica, concretizzato con la legge n. 833/1978 che istitutiva le Unità Socio-Sanitarie Locali (USSL) divenute operative il 1º maggio 1981, punto d'arrivo di quella riforma sopracitata che avviava la trasformazione degli enti pubblici di assistenza e beneficenza in enti giuridici ospedalieri.
Risale alla seconda metà del decennio l'idea di ampliare l'ospedale con una nuova ala separata destinata – secondo le intenzioni dell'epoca – ad accogliere eventuali malati contagiosi. Quella che ancora correntemente viene chiamata «Palazzina» fu aperta nei primi anni ottanta – collegata alla struttura principale da un corridoio parzialmente interrato – e venne successivamente destinata a nuove divisioni.
Nel 1992 venne introdotto un riordino volto a un'attenzione degli aspetti gestionali ed economici e a una riduzione delle aziende sanitarie, responsabilizzando le Regioni sotto il punto di vista finanziario. Fu in quest'ottica che l'USSL n. 53 di Crema fu trasformata nell'Azienda Sanitaria Locale (ASL) n. 24.
Sempre negli ultimi due decenni del secolo proseguirono gli interventi strutturali, quali l'informatizzazione generalizzata – costo di 670 milioni, ancora una volta allestita grazie a una munifica elargizione del dottor Bruno Manenti -, l'istituzione dei poliambulatori, il nuovo CUP – Centro Unico di Prenotazione, l'allestimento della prima TAC, la risonanza magnetica.
Un ulteriore riordino fu attuato dalla Regione Lombardia nel 1998 riducendo ulteriormente a 15 il numero delle ASL; fu creata così la ASL di Cremona nella quale vi confluirono le ASL n. 24 di Crema e n. 23 di Cremona. Crema divenne distretto autonomo con la creazione dell'Azienda Ospedaliera "Ospedale Maggiore di Crema", alla quale furono aggregati gli ospedali di Rivolta d'Adda, Soncino, Castelleone e Soresina.

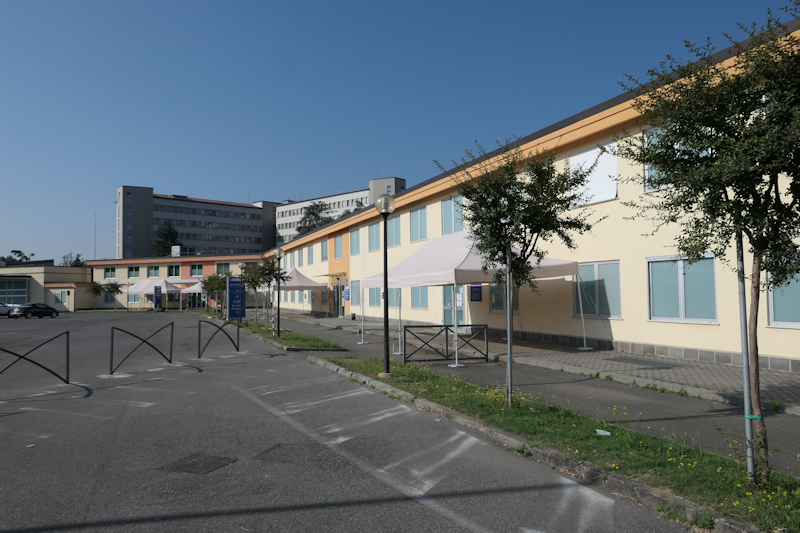
Le palazzine che ospitano il CUP e i poliambulatori

### XXI secolo

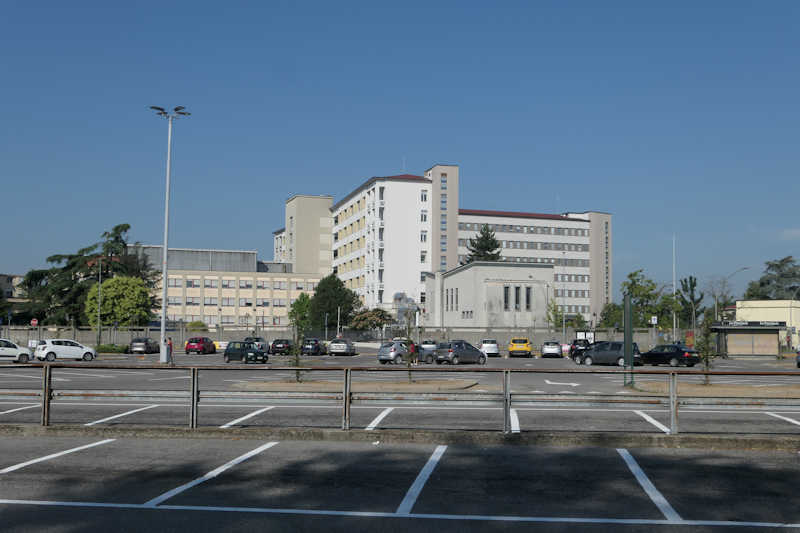
Veduta. Davanti vi si intravede la chiesa del Santissimo Salvatore, a sinistra la «Piastra» di emergenza-urgenza

Da un'progetto sviluppato nella seconda metà degli anni novanta nei primi anni duemila il monoblocco fu ampliato con l'apertura della cosiddetta "Piastra", una struttura di 6.000 metri quadri e 5 piani destinata a diventare il centro di emergenza e urgenza e l'allestimento di un più efficiente servizio di pronto soccorso e rianimazione, ospitandovi anche l'unità di cura coronarica e un blocco operatorio chirurgico polifunzionale. Si trattò di un progetto particolarmente complesso che costò 30 miliardi e 900 milioni di lire dei quali la metà di provenienza regionale e 11 impiegati per l'acquisto della nuova apparecchiatura.
L'11 dicembre 2004 il piazzale d'ingresso all'ospedale fu intitolato all'avvocato Ugo Dossena, il principale sostenitore della costruzione del nuovo ospedale.
Proseguì per tutti i primi due decenni una lunga serie di interventi di ristrutturazione dei reparti e l'allestimento di una nuova e avanzata dotazione tecnologica.
- 1998-2002: Franco Conz;
- 2002-2008: Diego Maltagliati;
- 2008-2019: Luigi Ablondi;
- 2019-2021: Germano Pellegata;
- 2021-2023: Ida Ramponi;
- 2024 ....: Alessandro Cominelli.

Ulteriore riordino è stata la riforma che, ai sensi della legge regionale n. 23 del 2015, istituiva otto Aziende Territoriali della Salute (ATS) e 27 Aziende Socio-Sanitarie Territoriali (ASST). Le precedenti ASL di Cremona e di Mantova confluirono così nell'ATS Val Padana che, oltre ad assorbire le precedenti funzioni si occupano di programmazione, integrazione delle prestazioni sanitarie e sociosanitarie con quelle sociali di competenza delle autonomie locali, stipulazione dei contratti. Con decorrenza 1º gennaio 2016 venivano istituite le tre ASST di Crema, Cremona e Mantova.
Con la legge regionale n. 22 del 2021 ogni ASST è stata organizzata in distretti e dipartimenti, cui afferiscono gli ospedali di comunità, le case di comunità e le centrali operative territoriali che sono state previste nel Piano Nazionale di Ripresa e Resilienza (PNRR).
L'ASST Crema gestisce i presidi ospedalieri di Crema e di Rivolta d'Adda e il presidio sanitario di Cure Sub Acute Soncino, i poliambulatori di Crema, Rivolta d'Adda, Castelleone, Soncino, la rete di prelievo.

## Dipartimenti con servizi di degenza
- Prestazioni sanitarie.
- Ambulatorio di stomatoterapia.
- Anatomia patologica.
- Anestesia e Rianimazione.
- Cardiologia
- Centro trasfusionale S.I.M.T.
- Chirurgia generale.
- Chirurgia vascolare.
- Cure palliative domiciliari.
- Day surgery – Chirurgia Ambulatoriale BIC.
- Gastroenterologia ed endoscopia digestiva.
- Laboratorio di analisi.
- Medicina generale - MAU.
- Nefrologia e dialisi.
- Neurologia.
- Neuropsichiatria infantile.
- Oculistica.
- Oncologia e day hospital oncologico.
- Ortopedia e traumatologia.
- Ostetricia e ginecologia.
- Otorinolaringoiatria.
- Pediatria.
- Pneumologia.
- Pronto Soccorso.
- Psichiatria.
- Psicologia.
- Radiologia.
- Riabilitazione specialistica 3 - Neuromotoria.
- Servizio di day service ambulatoriale.
- Urologia.